# Борисов, Борис Павлович
Борис Павлович Борисов (5 октября 1940, Караганда — 31 января 1995) — советский и украинский учёный в области электротехники. 

## Биография
Родился 5 октября 1940 года в Караганде. С 1958 года работал на Ново-Краматорском заводе.
Окончил Краматорский индустриальный институт (1968) по специальности «электрические машины и аппараты».
С 1970 года работал в Институте электродинамики АН Украины. Аспирант, младший научный сотрудник, ученый секретарь, заведующий лабораторией. с 1983 года — заведующий отделом. С 1990 года — заместитель директора по научной работе.
Профессор кафедры целевой подготовки «Электроэнергетика и электротехника» на факультете «Электроэнергетика и автоматика» Киевского политехнического института.
Доктор технических наук (1990), профессор (1992), член-корреспондент НАНУ (1992).

## Сочинения
- Электроснабжение электротехнологических установок / Б. П. Борисов, Г. Я. Вагин; Под ред. А. К. Шидловского. — Киев : Наук. думка, 1985. — 245 с. : ил.; 20 см.
- Анализ и расчет емкостных преобразователей напряжения магнитодинамических установок [Текст] / Б. П. Борисов, Ю. П. Зубюк. — Киев : ИЭД, 1990. — 55 с. : ил.; 20 см. — (Препр АН УССР, Ин-т электродинамики; 666).
- Динамические режимы емкостных преобразователей напряжения индукционных установок / Б. П. Борисов, Ю. П. Зубюк. — Киев : ИЭД, 1991. — 33,[1] с. : ил.; 20 см. — (Препринт. АН УССР, Ин-т электродинамики; 692).

## Награды
Лауреат премии имени Г. Ф. Проскуры 1989 года за цикл работ «Электроснабжение электротехнологичных установок». Награждён орденом и двумя медалями.